# Venusfiguriner från Kostenki
Flera Venusfiguriner från Kostenki har grävts fram på fyndplatsen Kostenki i Voronezj oblast i Ryssland, en by vid floden Don.

## Elfenbens-Venus från Kostenki
Elfenbens-Venus från Kostenki är 11,4 centimeter hög och snidad av mammutelfenben. Den bedöms vara 30 000 år gammal.

## Kalkstens-Venus från Kostenki
Den mest kända kalkstens-Venus från Kostenki är 10,6 centimeter hög. Den har stora bröst och stor mage. Ansiktet, som saknar anletsdrag är böjt mot kroppen, medan armarna är pressade mot kroppen med händerna på magen. På huvudet finns rader med inristningar som indikerar en håruppsättning eller en mössa. På armarna finns armhängen.
En bit av en venusfigurin i kalksten som hittats ät 13,5 centimeter hög. Den återfanns i Kostenki 1988 och är med god marginal den största människoliknande statyetten från paleolitikum. 
Dessa venusfiguriner uppskattas vara 23 000 - 25 000 år gamla.
Eremitaget i Sankt Petersburg har venusfiguriner från Kostenki i sina samlingar.